# Trevor Bayne
Trevor Bayne (ur. 19 lutego 1991 w Knoxville, Tennessee) – amerykański kierowca wyścigowy startujący w wyścigach NASCAR w serii Sprint Cup, Nationwide Series. W wyścigach głównej serii NASCAR Sprint Cup Series zadebiutował w 2010 roku na torze Texas Motor Speedway, który rozpoczął na 28, a zakończył na 17 miejscu. Obecnie startuje Fordem Fusion zespołu Wood Brothers Racing z numerem 21. Najmłodszy w historii zwycięzca wyścigu Daytona 500 w 2011 roku.